# Sophie McShera
Sophie McShera, född 1 januari 1985 i Holme Wood i Bradford i Yorkshire, är en brittisk skådespelare. Hon är främst känd för att spela rollen som Daisy Mason i tv-serien Downton Abbey och filmen med samma namn.
McShera växte upp i en stor irländsk familj i Bradford och hennes föräldrar arbetade som lärare och finansrådgivare. Hon började skådespela vid 12 års ålder när föräldrarna skickade henne till den lokala teaterföreningen samtidigt som hennes bror fick tennislektioner. McShera har studerat drama vid Brunel University och fick efter det bland annat en roll i enstaka avsnitt av tv-serien Hem till gården innan hon slog igenom i Downton Abbey.

## Filmografi (i urval)
- 2007 – Hem till gården (TV-serie)
- 2010–2015 – Downton Abbey (TV-serie)
- 2015 – Berättelsen om Askungen
- 2018 – Murdoch Mysteries (TV-serie)
- 2019 – Downton Abbey
- 2020 – The Queen's Gambit (TV-serie)
- 2022 – Downton Abbey: En ny era